# آرسوف
آرسوف (به لاتین: Apollonia-Arsuf) یک شهر باستانی و تاریخی در اسرائیل و یکی از شهرهای مهم در دوره هلنیستی و امپراتوری روم است. این شهر بر روی و اطراف صخره‌ای در ۳۴ کیلومتری دریای مدیترانه واقع شده است